# Mesjid Runtoh
Mesjid Runtoh is een bestuurslaag in het regentschap Pidie van de provincie Atjeh, Indonesië. Mesjid Runtoh telt 741 inwoners (volkstelling 2010).